# Mellieħa
Mellieħa (malt. il-Mellieħa, wym. [ɪl mɛˈlːɪːħɐ]) – jedna z jednostek administracyjnych na Malcie. Mieszka tutaj 10 087 osób. Znajdują się tutaj zatoki z piaszczystymi plażami: Armier Bay, Anchor Bay, Għajn Tuffieħa, Golden Bay, Imgiebah Bay, Mellieħa Bay, Paradise Bay oraz Wyspy Świętego Pawła. Dzięki portowi Ċirkewwa istnieje tutaj przeprawa promowa na wyspę Gozo. Manikata to obszar rolniczy wewnątrz jednostki administracyjnej. W wodach przybrzeżnych znajdują się wraki statków: maltańska łódź patrolowa P29 i MV Rozi, które są atrakcjami dla nurków. Jedną z największych atrakcji jest Popeye Village (Wioska Popeya), park rozrywki związany z filmem Popeye. 

## Turystyka
- Sanktuarium Matki Bożej z Mellieħy
- Wieża Świętej Agaty z 1649 roku
- Wieża Armier z 1659 roku
- Wieża Għajn Ħadid z 1659 roku, obecnie ruiny
- Wieża Għajn Żnuber z XIX wieku
- Reduta Tal-Bir z 1716 roku, ruiny
- Reduta Crivelli z 1716 roku
- Reduta Qortin z 1716 roku
- Bateria Wied Musa z 1716 roku
- Bateria Westreme z 1716 roku
- Bateria Mistra z 1761 roku
- Bateria Vendôme z 1716 roku
- Fort Mellieħa z II wojny światowej
- Fort Campbell, ruiny fortu z 1938
- Selmun Palace, pałac
- Devil’s Farmhouse z XVIII wieku
- Popeye Village, park rozrywki
- Rezerwat Għadira

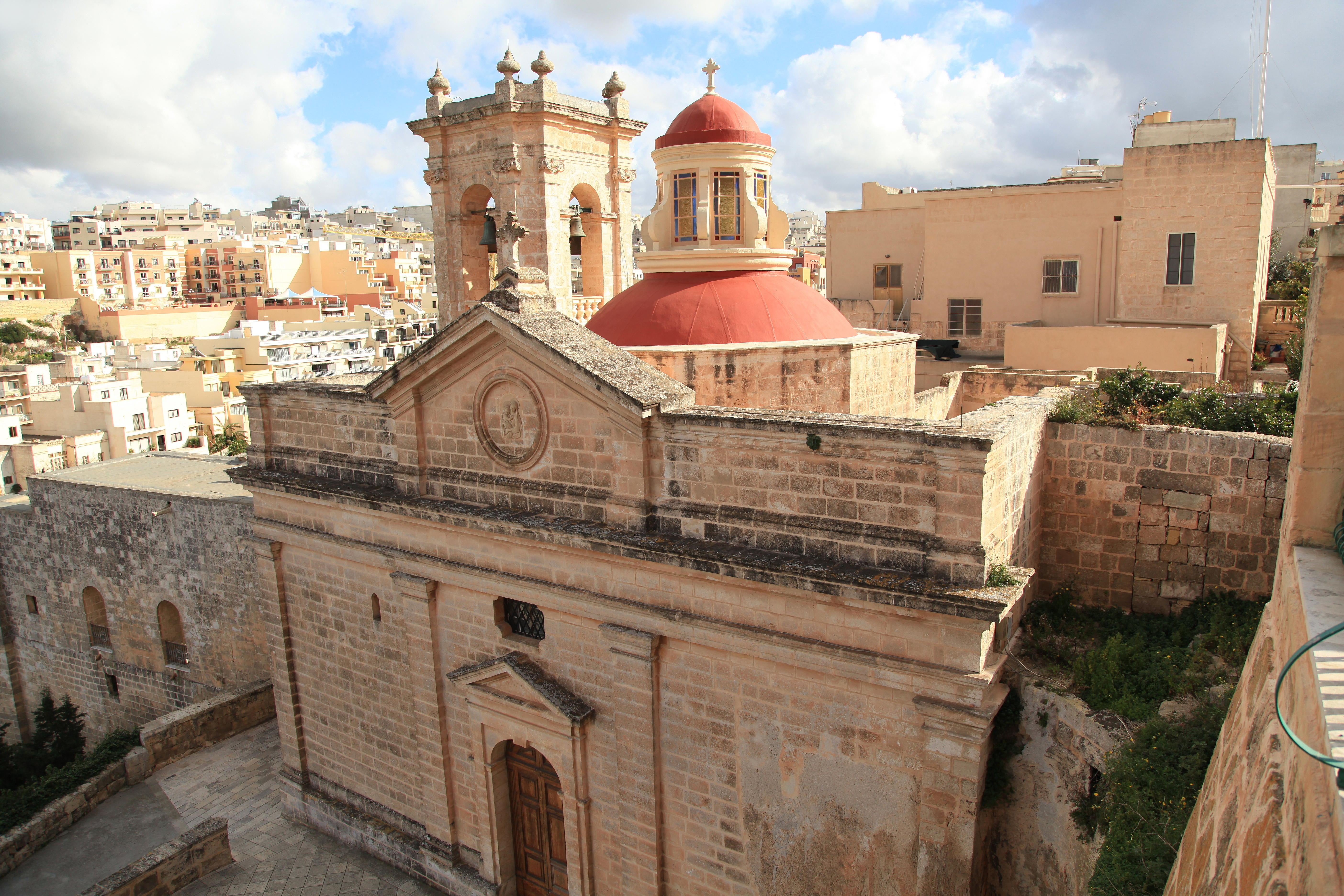
Sanktuarium Matki Bożej
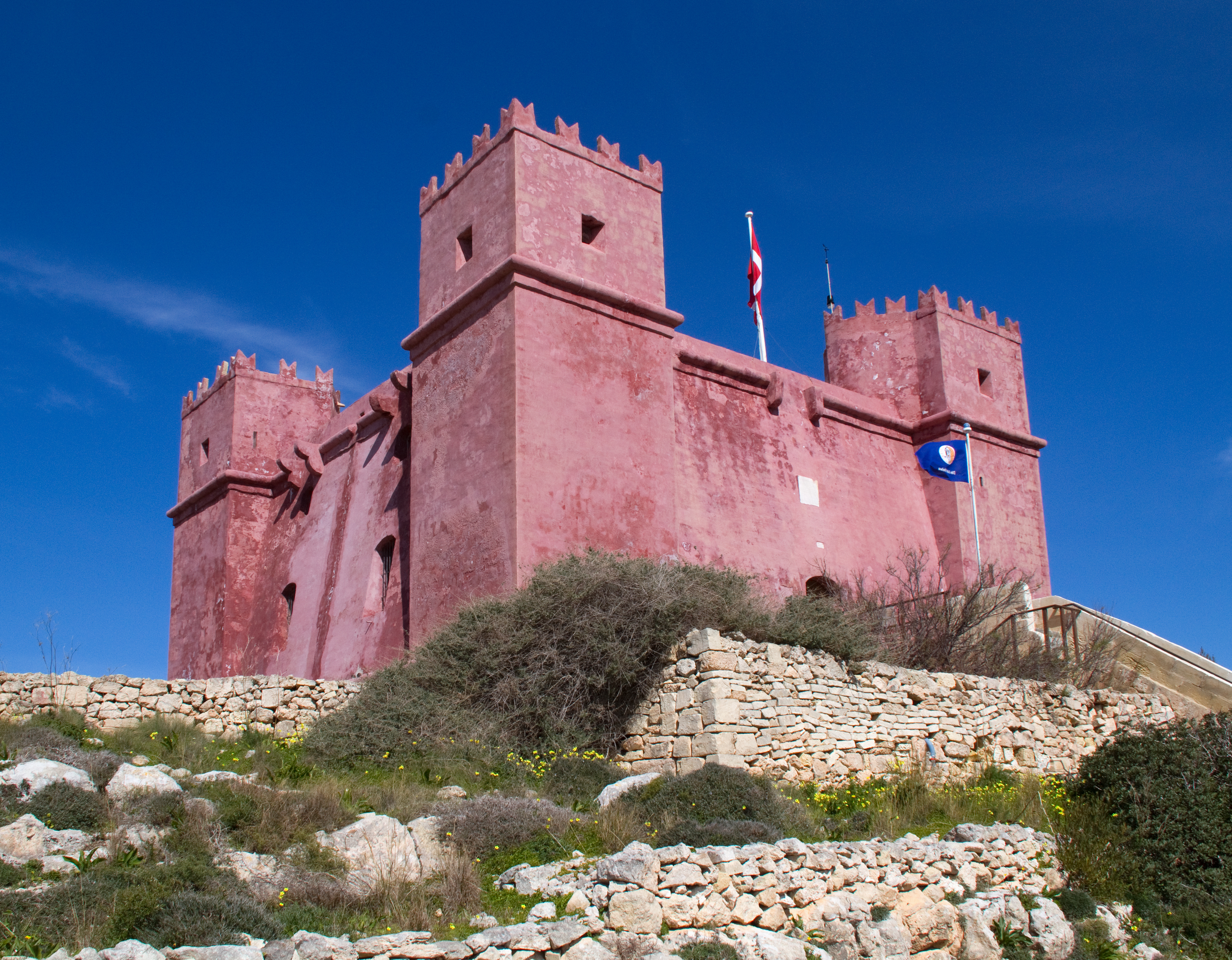
Wieża Świętej Agaty
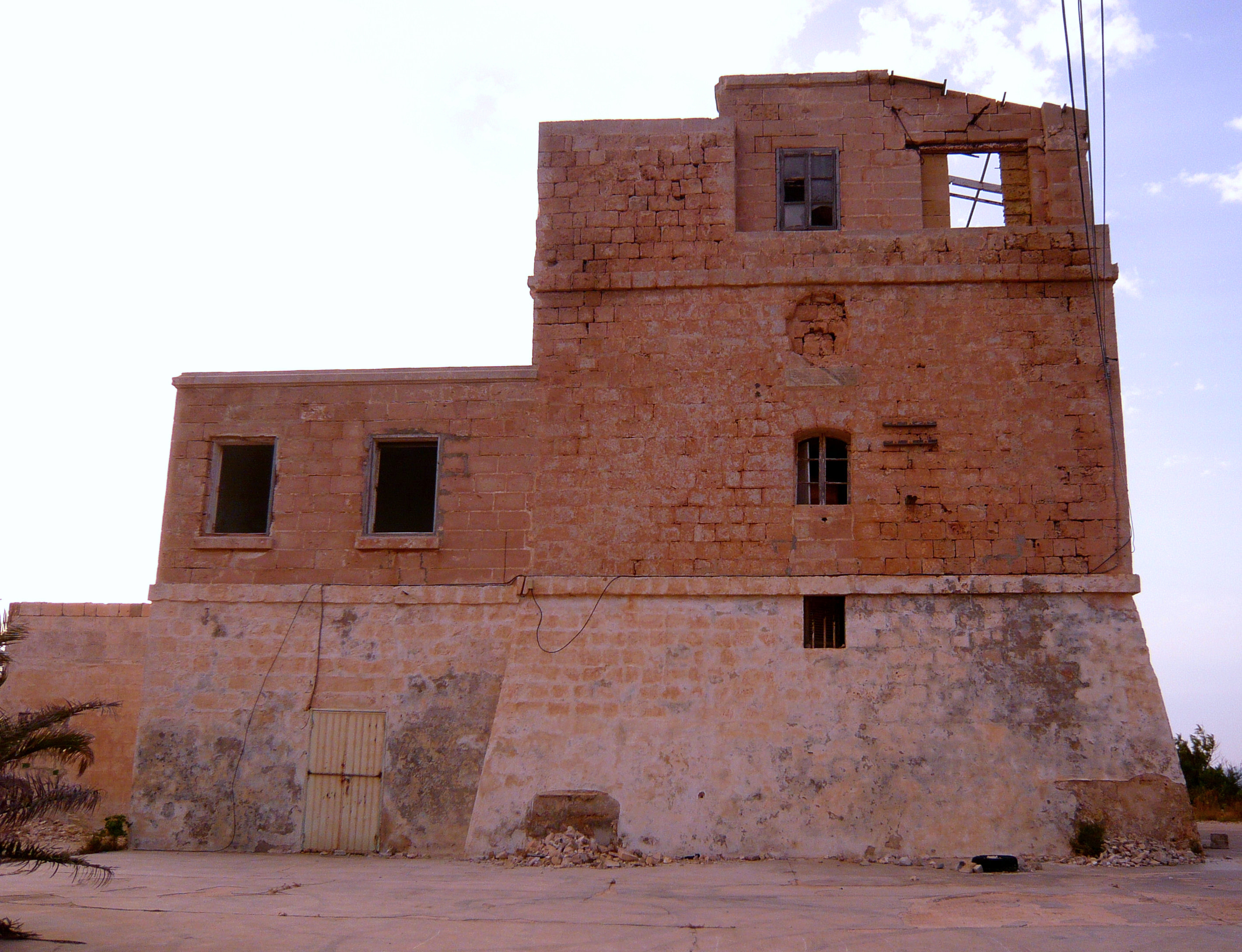
Wieża Armier
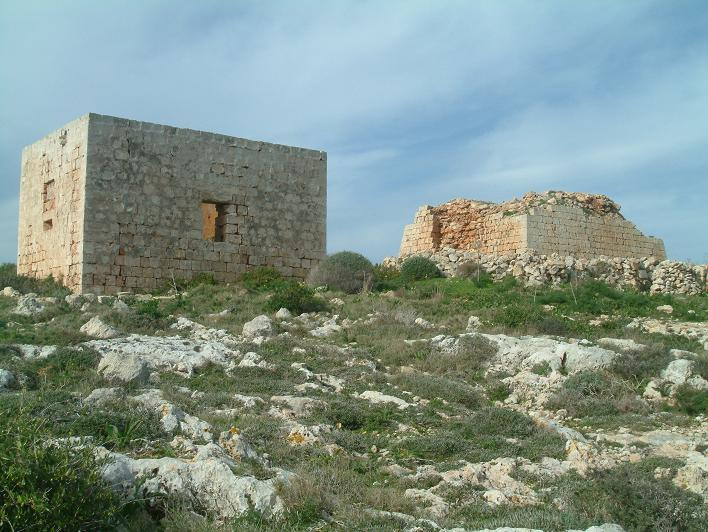
Ruiny wieży Għajn Ħadid
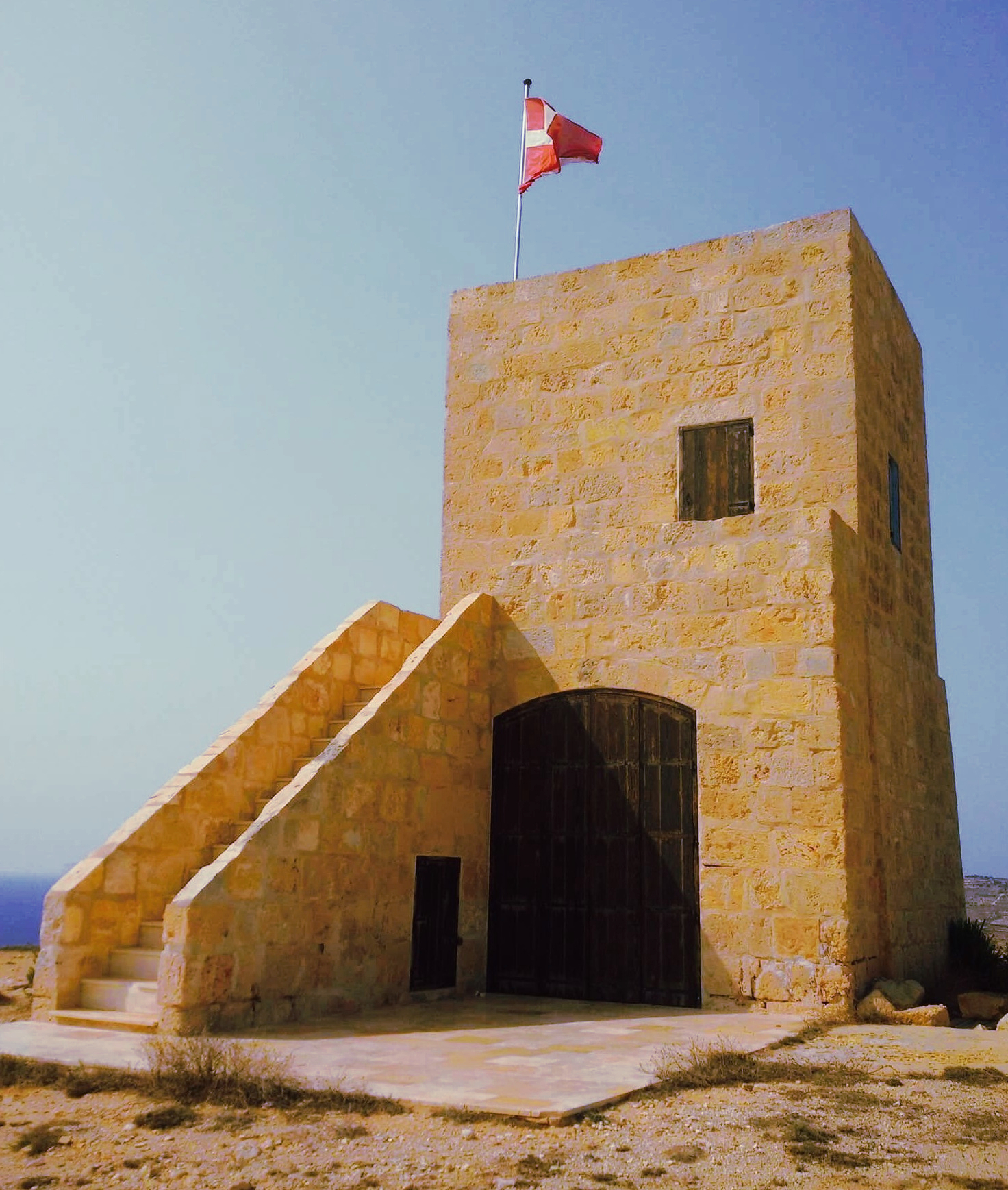
Wieża Għajn Żnuber
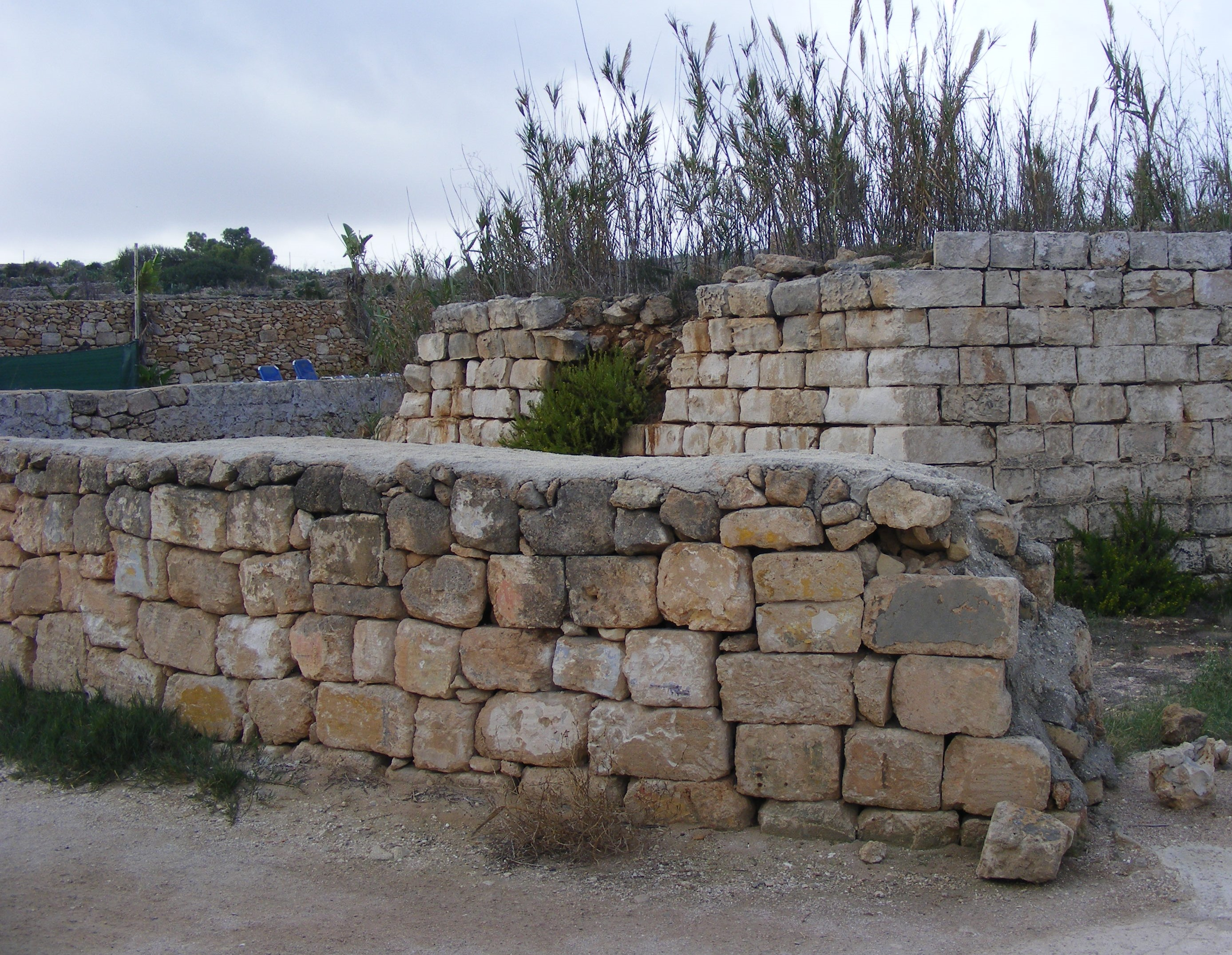
Ruiny reduty Tal-Bir
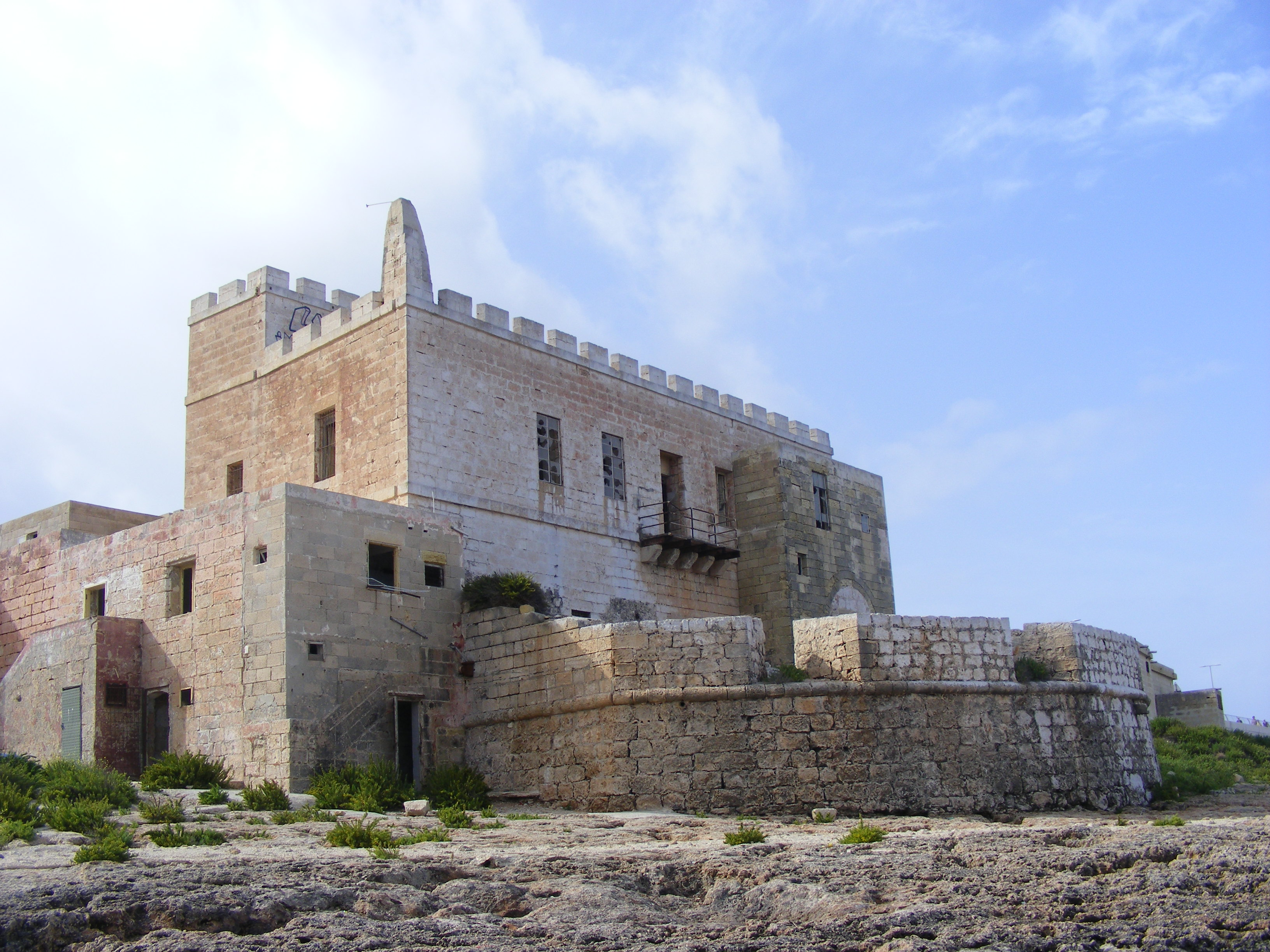
Bateria Wied Musa
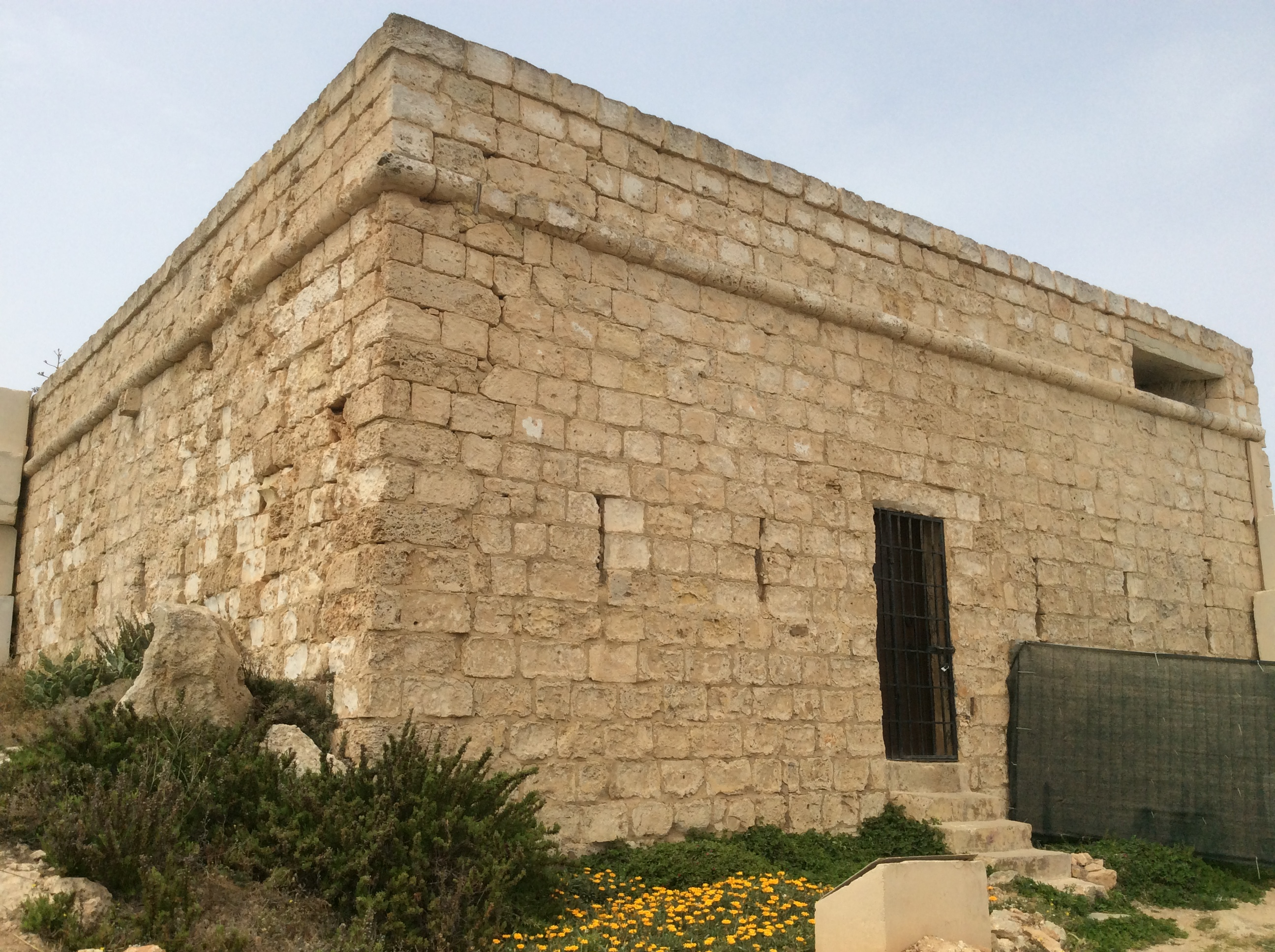
Bateria Westreme
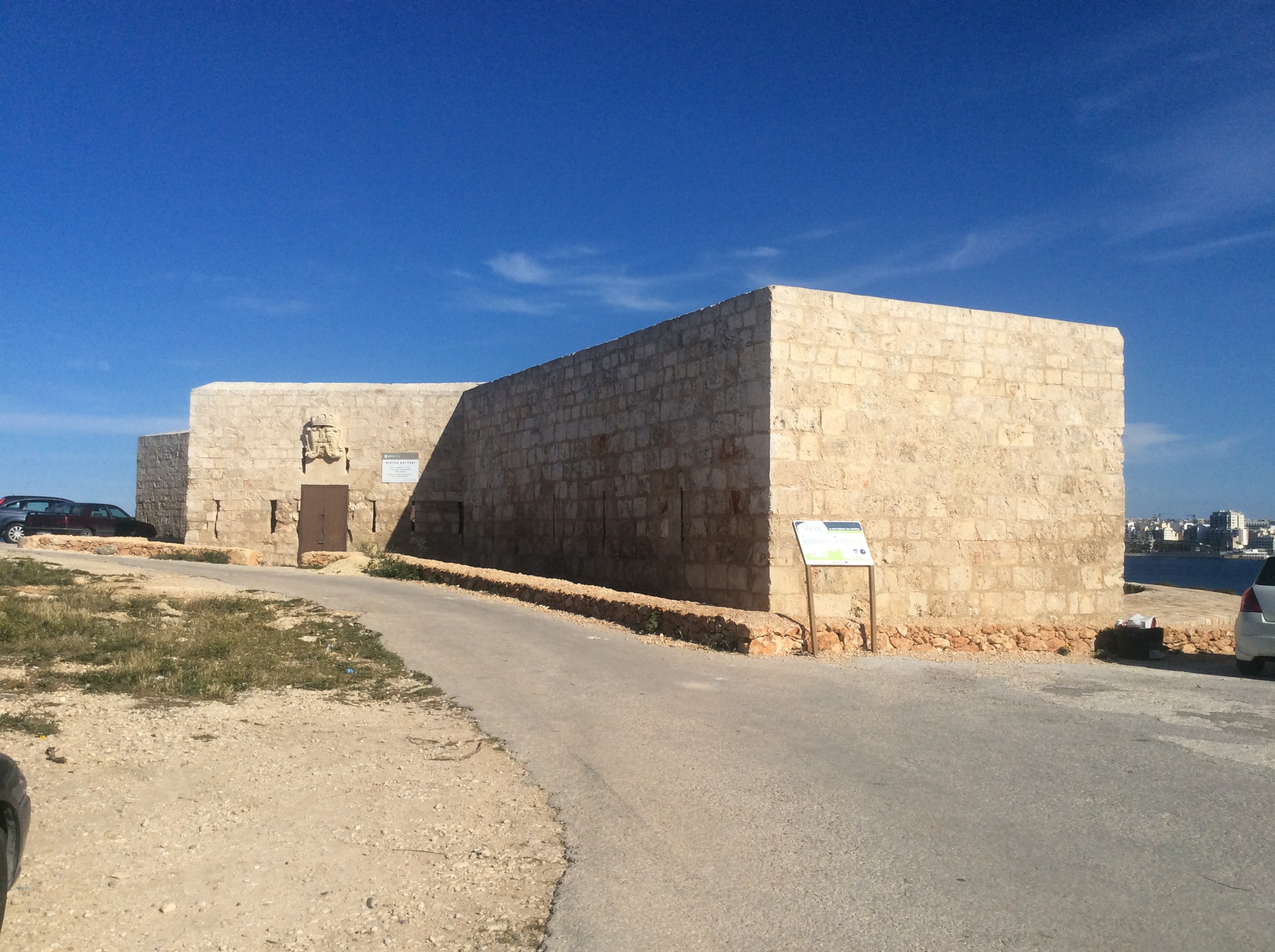
Bateria Mistra
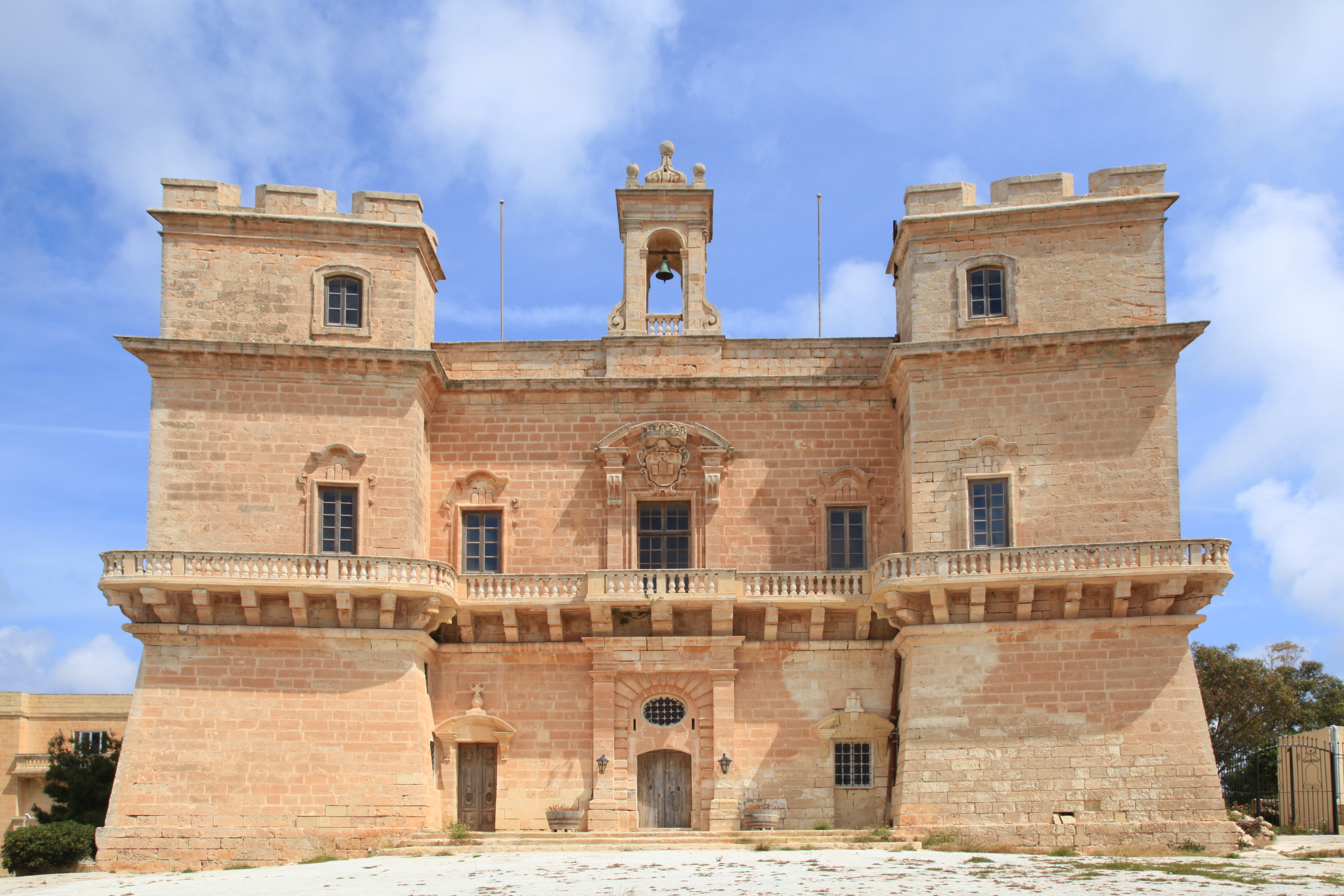
Selmun Palace
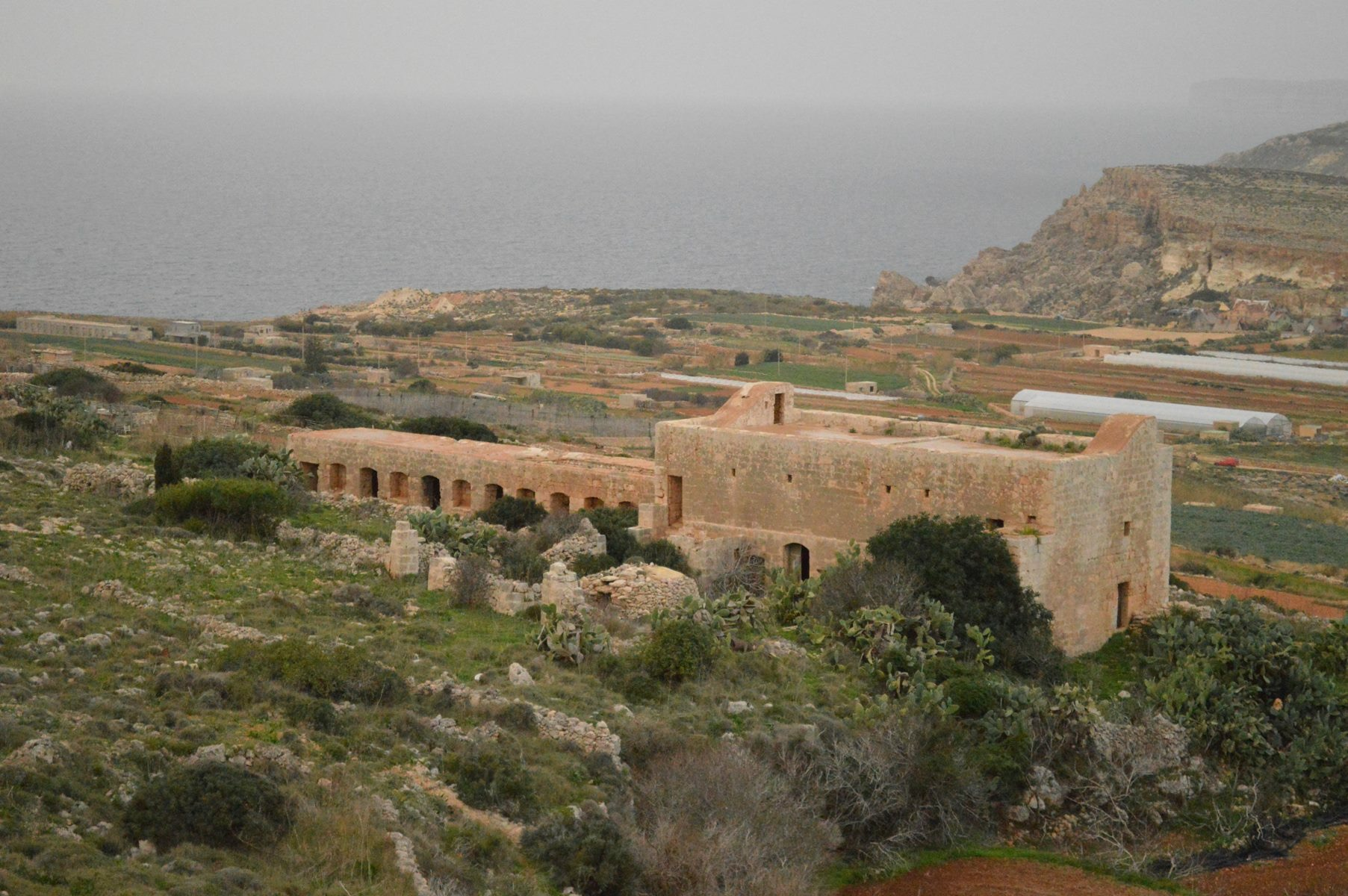
The Devil's Farmhouse
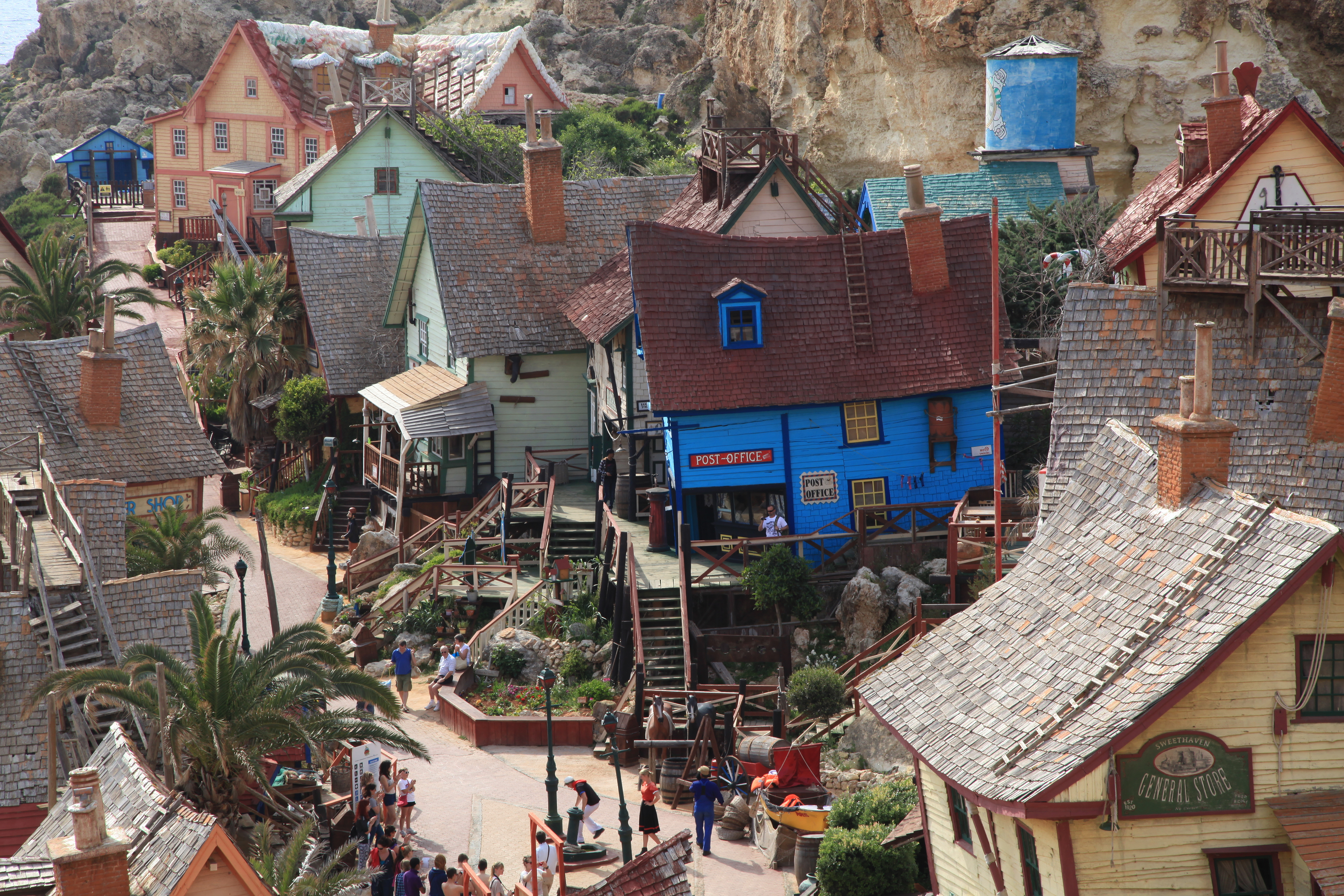
Popeye Village

## Sport
W miejscowości funkcjonuje klub piłkarski Mellieħa S.C. Powstał w 1961 roku. Obecnie gra w Maltese Second Division, trzeciej maltańskiej lidze.